# AH2
AH2 là một tuyến đường bộ của hệ thống xa lộ xuyên Á với tổng chiều dài 13,107 kilômét (8,144 mi) từ Denpasar, Indonesia đi qua Merak, Singapore và kết thúc ở Iran.

## Các đoạn tuyến

### Indonesia
Quốc lộ 4 (Đảo Bali) Denpasar — Jembrana Regency
 Quốc lộ 1 (Đảo Java) Banyuwangi Regency - Panarukan - Situbondo (Bondowoso) - Probolinggo - Sidoarjo - Surabaya - Lamongan — Tuban — Rembang - Pati - Kudus - Demak - Semarang - Kendal - Batang - Pekalongan - Pemalang - Tegal - Brebes - Cirebon - Indramayu - Pamanukan (Subang) — Cikampek — Karawang - Bekasi - Jakarta — Tangerang - Serang - Cilegon - Merak 
 Quốc lộ 20 (Đảo Java) Semarang — Surakarta
 Quốc lộ 10 (Đảo Java) Cikampek — Bandung
Đường thu phí:

Đường xuyên Java

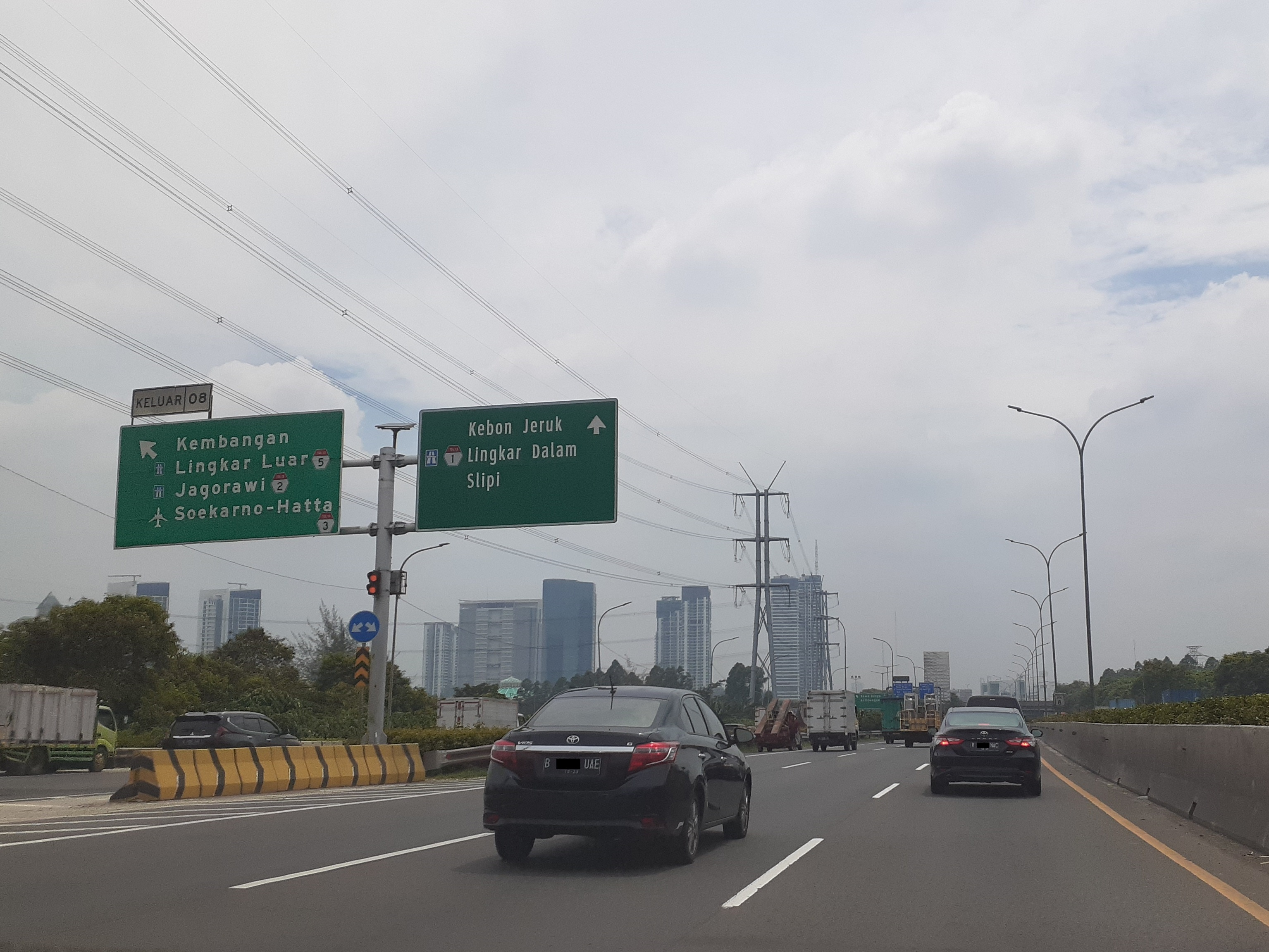
Đường cao tốc ở Java, Indonesia, một phần quan trọng của hệ thống AH2

- Đường thu phí Bali Mandara  (Đường thu phí Bali)
- Đường xuyên Java bao gồm:
  -  Đường thu phí Jakarta–Tangerang
  -  Đường thu phí Tangerang–Merak
  -   Đường thu phí Jakarta–Cikampek
  -  Đường thu phí Cikopo–Palimanan
  -  Đường thu phí Palimanan–Kanci
  -  Đường thu phí Kanci–Pejagan
  -  Đường thu phí Pejagan–Pemalang
  -  Đường thu phí Pemalang–Batang
  -  Đường thu phí Batang–Semarang
  -  Đường thu phí Semarang City
  -  Đường thu phí Semarang–Solo
  -   Đường thu phí Solo–Kertosono
  -  Đường thu phí Kertosono–Mojokerto
  -  Đường thu phí Surabaya–Mojokerto
  -  Đường thu phí Surabaya–Gempol
  -  Đường thu phí Gempol–Pasuruan
  -  Đường thu phí Pasuruan–Probolinggo
  -  Đường thu phí Probolinggo–Banyuwangi
- Đường xuyên Java kéo dài bao gồm:
  -  Đường thu phí Cipularang
  -  Đường thu phí Padaleunyi
  -  Đường thu phí Cileunyi–Dawuan
  -  Đường thu phí Solo–Yogyakarta
  -  Đường thu phí Kanci–Purwokerto–Cilacap

#### Đường thủy

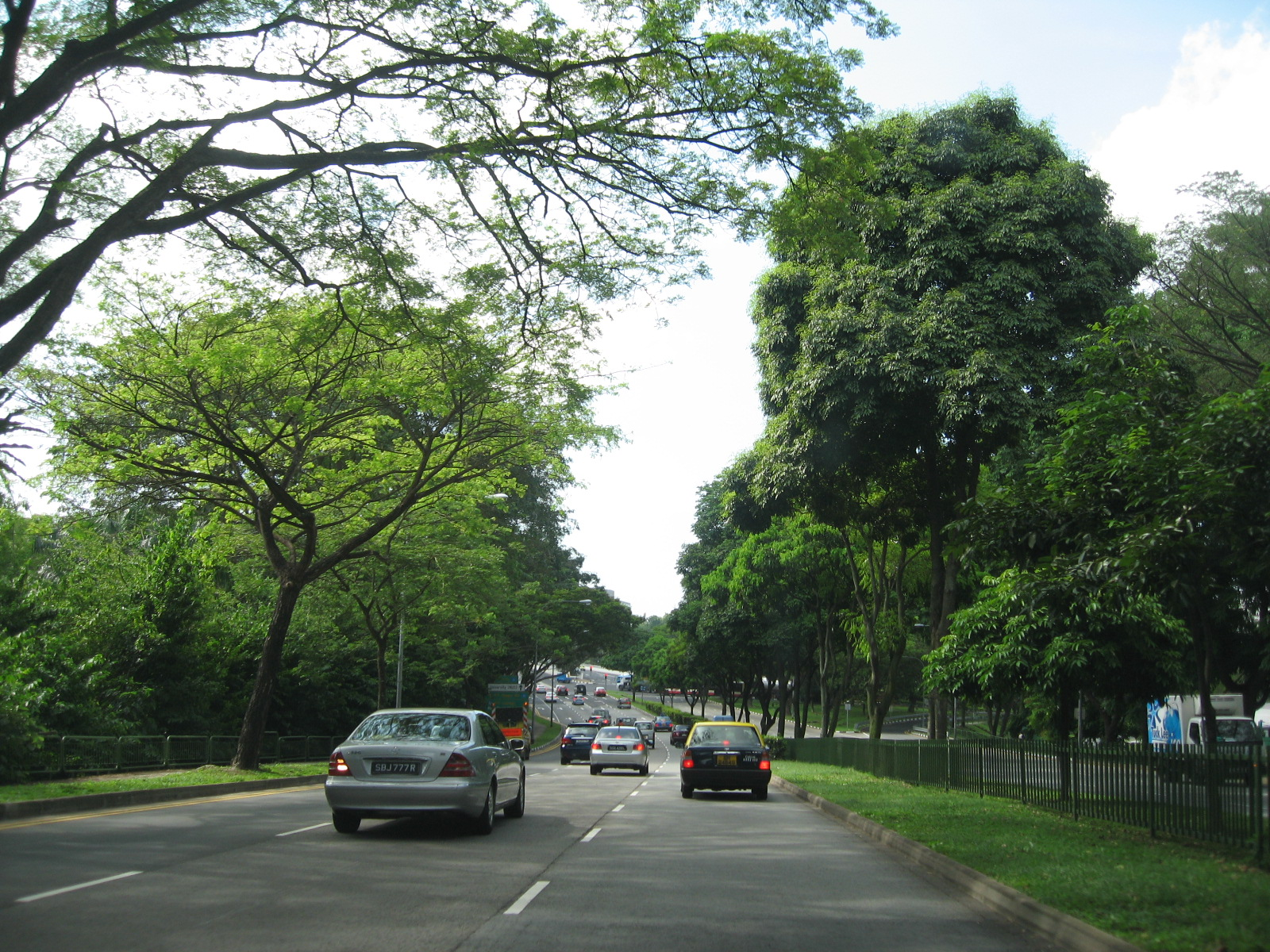
Đường Clementi, Singapore

- Cảng Gilmanuk, Jembrana Regency
- Cảng Ketapang, Banyuwangi Regency
- Cảng Tanjung Priok, Jakarta

### Singapore
- Đường Clementi: Đường cao tốc Bờ Tây – Jalan Anak Bukit
- Jalan Anak Bukit: Đường Clementi – PIE (Cầu vượt Anak Bukit)
- Đường cao tốc Pan Island: Jalan Anak Bukit – Đường cao tốc Bukit Timah
- Đường cao tốc Bukit Timah – Cửa khẩu Woodland
- Đường đắp cao Johor – Singapore.[1]

### Malaysia

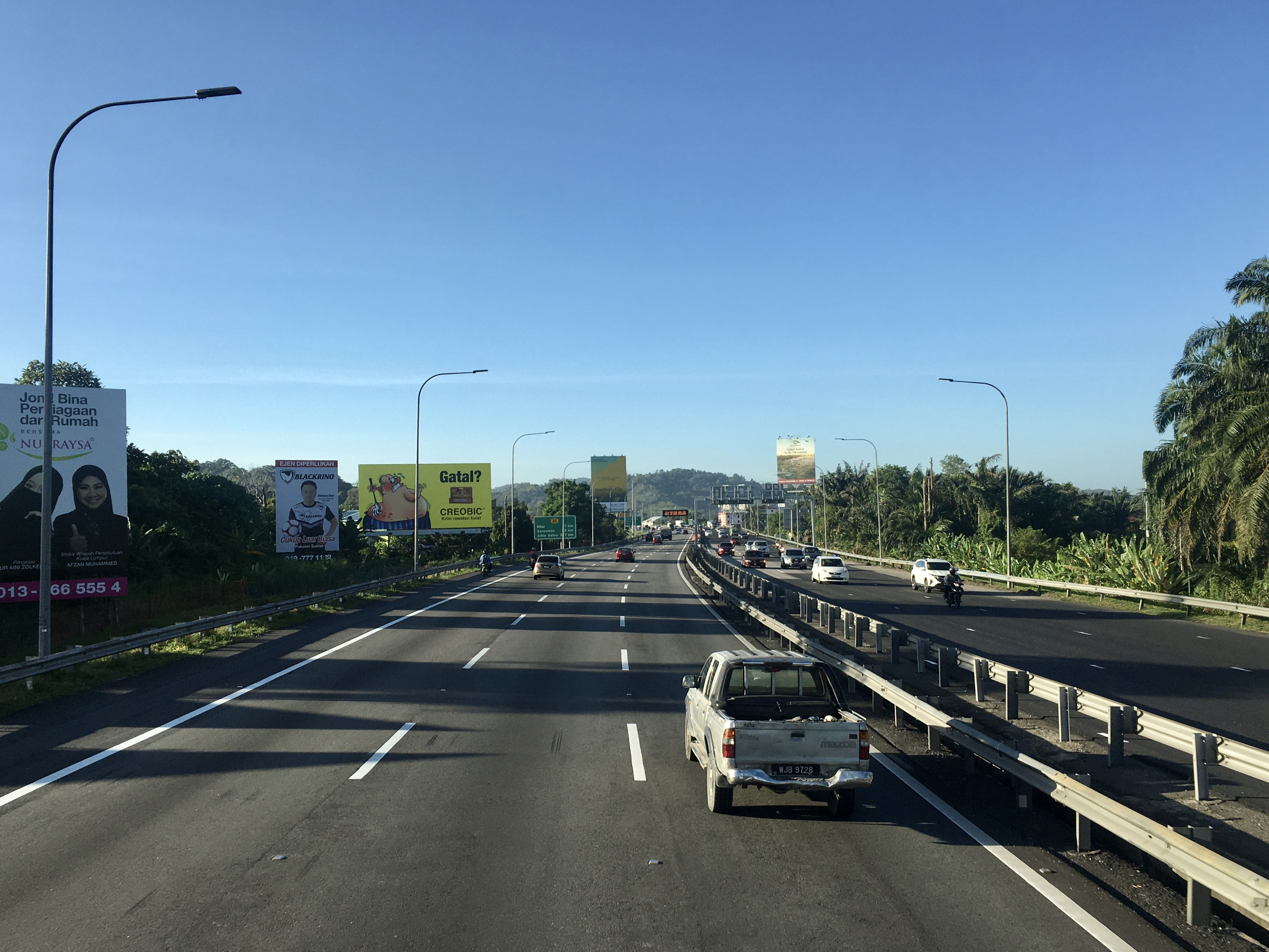
Đường cao tốc Bắc – Nam tuyến phía Nam đoạn gần Bandar Baru Bangi, Malaysia

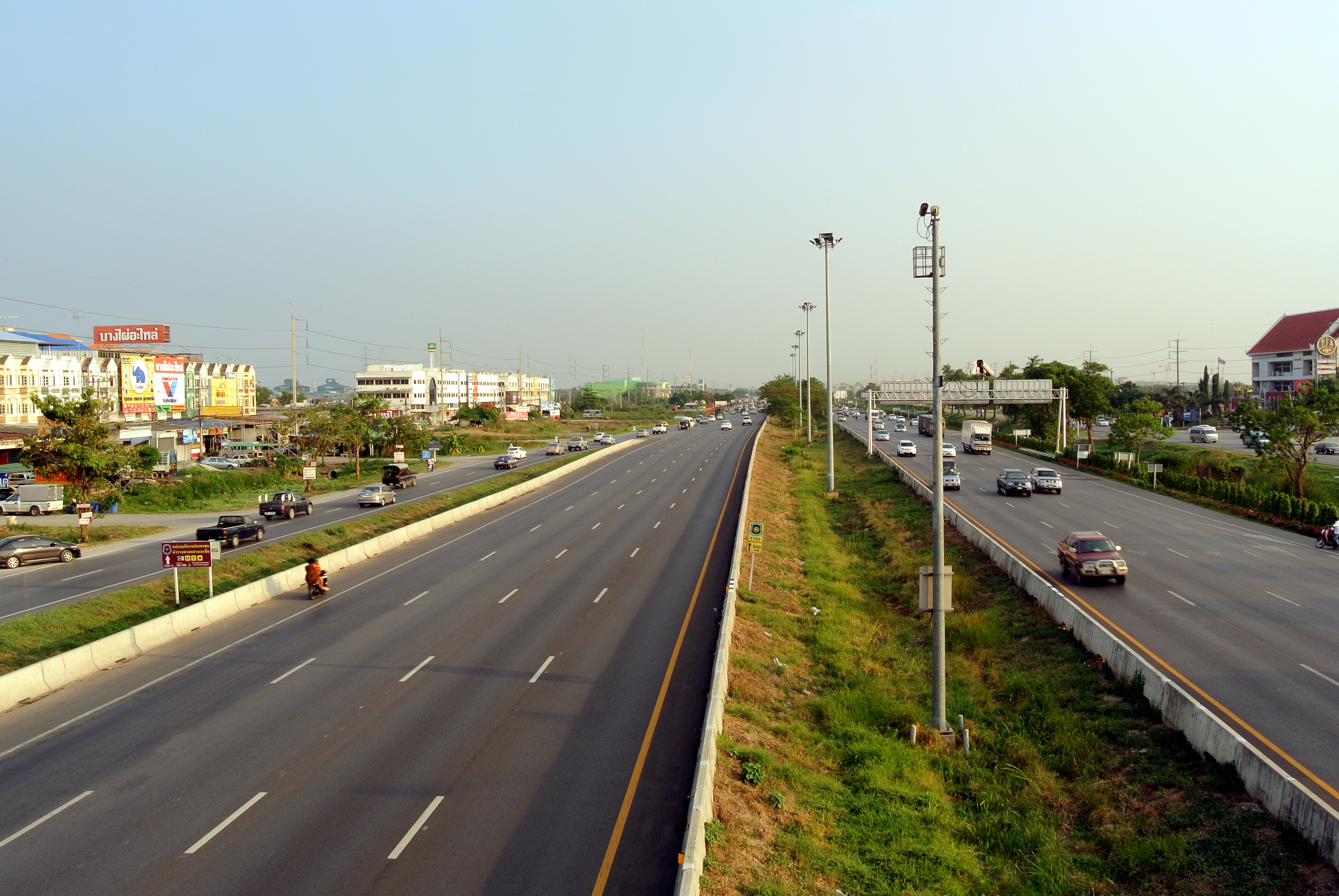
Quốc lộ 32 đoạn qua tỉnh Ayutthaya, Thái Lan

- Đường cao tốc Bắc – Nam tuyến phía Bắc: Bukit Kayu Hitam — Alor Setar — Sungai Petani — Butterworth (Penang) — Taiping — Ipoh — Tapah — Tanjung Malim — Rawang — Bukit Lanjan
- Đường cao tốc Bắc – Nam tuyến phía Bắc: Bukit Lanjan — Kota Damansara — Damansara — Subang — Shah Alam
- Đường cao tốc Bắc – Nam tuyến trung tâm: Shah Alam — UEP Subang Jaya — Putra Heights — Bandar Saujana Putra — Sân bay quốc tế Kuala Lumpur — Nilai (Bắc)
- Đường cao tốc Bắc – Nam tuyến phía Nam: Nilai (Bắc) — Seremban — Ayer Keroh (Malacca) — Muar — Batu Pahat — Kulai — Johor Bahru (Pandan)
- Đường cao tốc Đông Johor Bahru: Pandan — Bakar Batu — Johor Bahru (Cửa khẩu Sultan Iskandar)

### Thái Lan

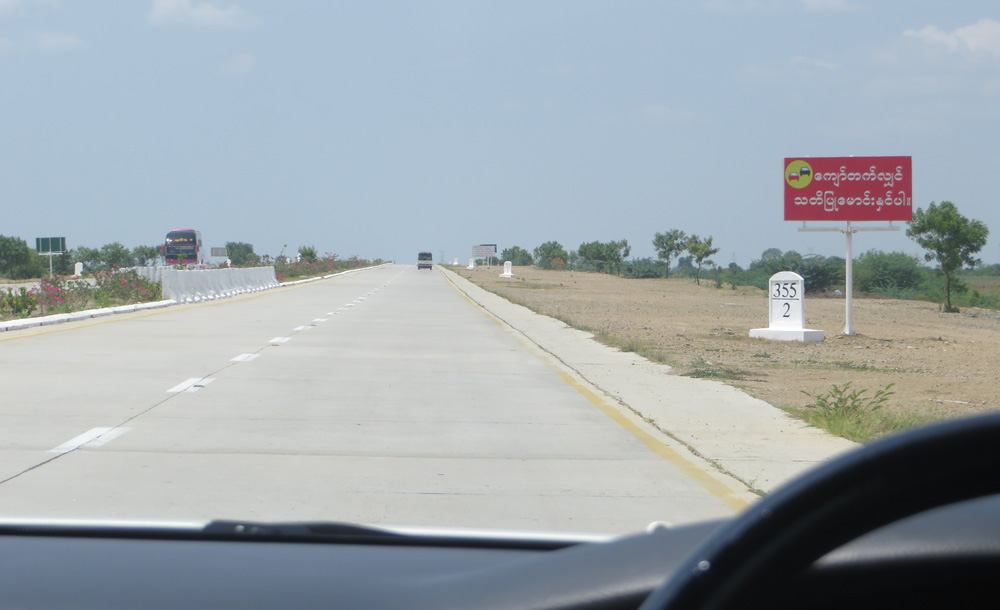
Đường cao tốc Yangon — Mandalay, Myanmar

- Quốc lộ 4: Sa Dao — Hat Yai — Phatthalung — Chumphon — Pran Buri — Cha-am — Nakhon Chai Si (Đi trùng với  AH123 từ Ban Pong đến Nakhon Chai Si)
- Quốc lộ 41: Phatthalung  — Chumphon
- Quốc lộ 338: Nakhon Chai Si — Đường vành đai ngoại thành Bangkok (Đi trùng với  AH123)
- Đường cao tốc số 9: Đường vành đai ngoại thành Bangkok — Bang Pa-In
- Quốc lộ 32: Bang Pa-In — Ayutthaya (Bang Pahan) — Chai Nat (Đi trùng với  AH1) (Nhập lại ở Bang Pahan).
- Quốc lộ 347: Bang Pa-In — Bang Pahan
- Quốc lộ 1: Chai Nat — Nakhon Sawan — Tak — Chiang Rai — Mae Sai (Đi trùng với  AH1 đoạn Chai Nat — Tak)

### Myanmar
- Quốc lộ 4: Tachilek — Kengtung — Meiktila
- Đường cao tốc Yangon — Mandalay: Meiktila — Mandalay
- Quốc lộ 7 (Đi trùng với  AH1 đoạn Mandalay — Tamu

### Ấn Độ (Đông Bắc)

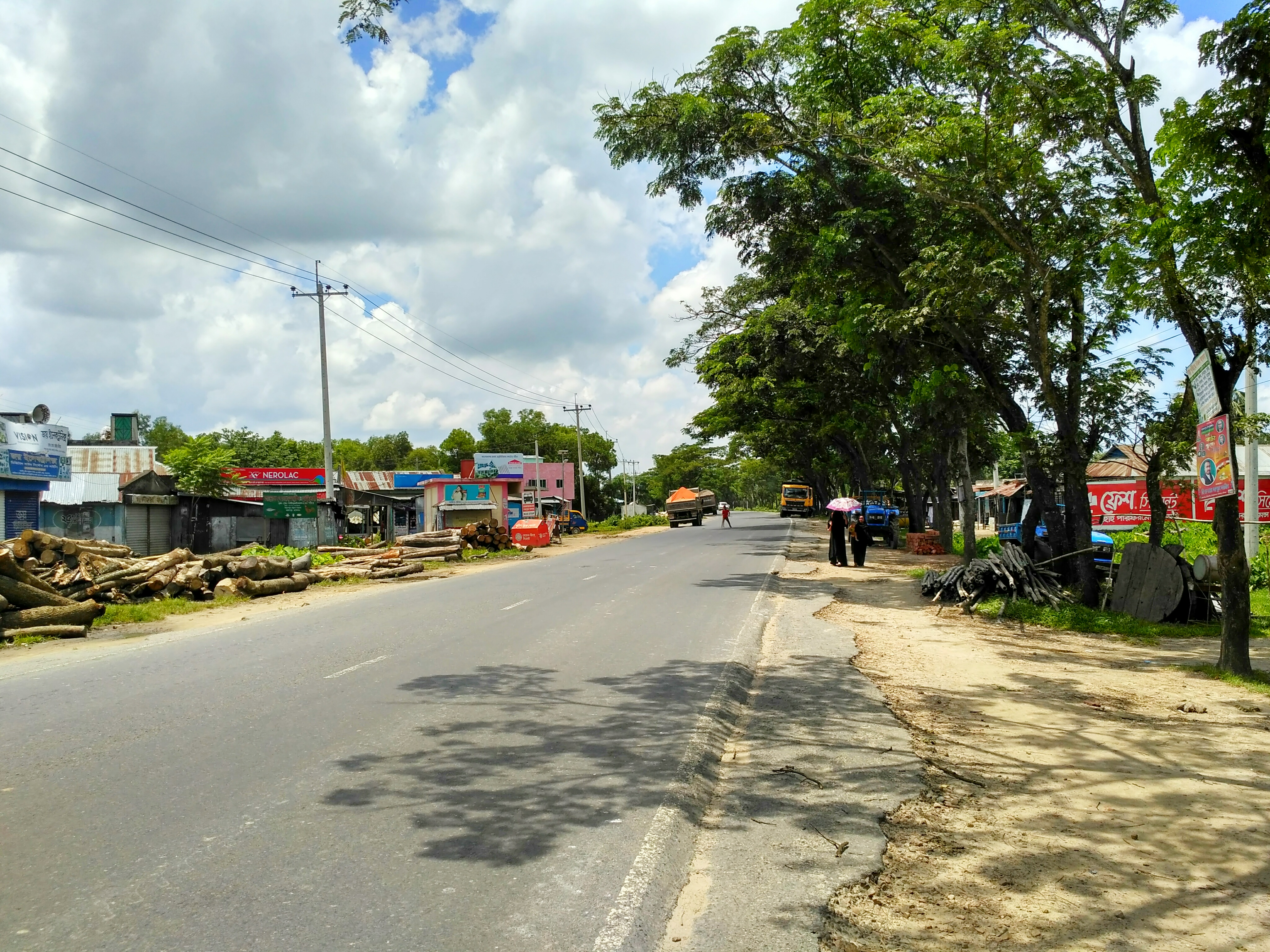
Quốc lộ N2 đoạn Dhaka — Sylhet, Bangladesh

- Quốc lộ 102: Moreh — Imphal
- Quốc lộ 2: Imphal — Viswema — Kohima
- Quốc lộ 29: Kohima — Chümoukedima — Dimapur — Nagaon — Doboka — Jorabat
- Quốc lộ 27: Doboka —  Jorabat
- Quốc lộ 6: Jorabat — Shillong
- Quốc lộ 206: Shillong —  Dawki

### Bangladesh
- : Quốc lộ N2: Tamabil — Sylhet — Kanchpur — Dhaka
- Quốc lộ N3: Dhaka — Joydebpur[2][3]
- Quốc lộ N4: Joydebpur — Tangail — Elenga
- Quốc lộ 405: Elenga — Hatikumrul
- Quốc lộ 5: Hatikumrul — Bogra — Rangpur — Banglabandha

### Ấn Độ (Đông)

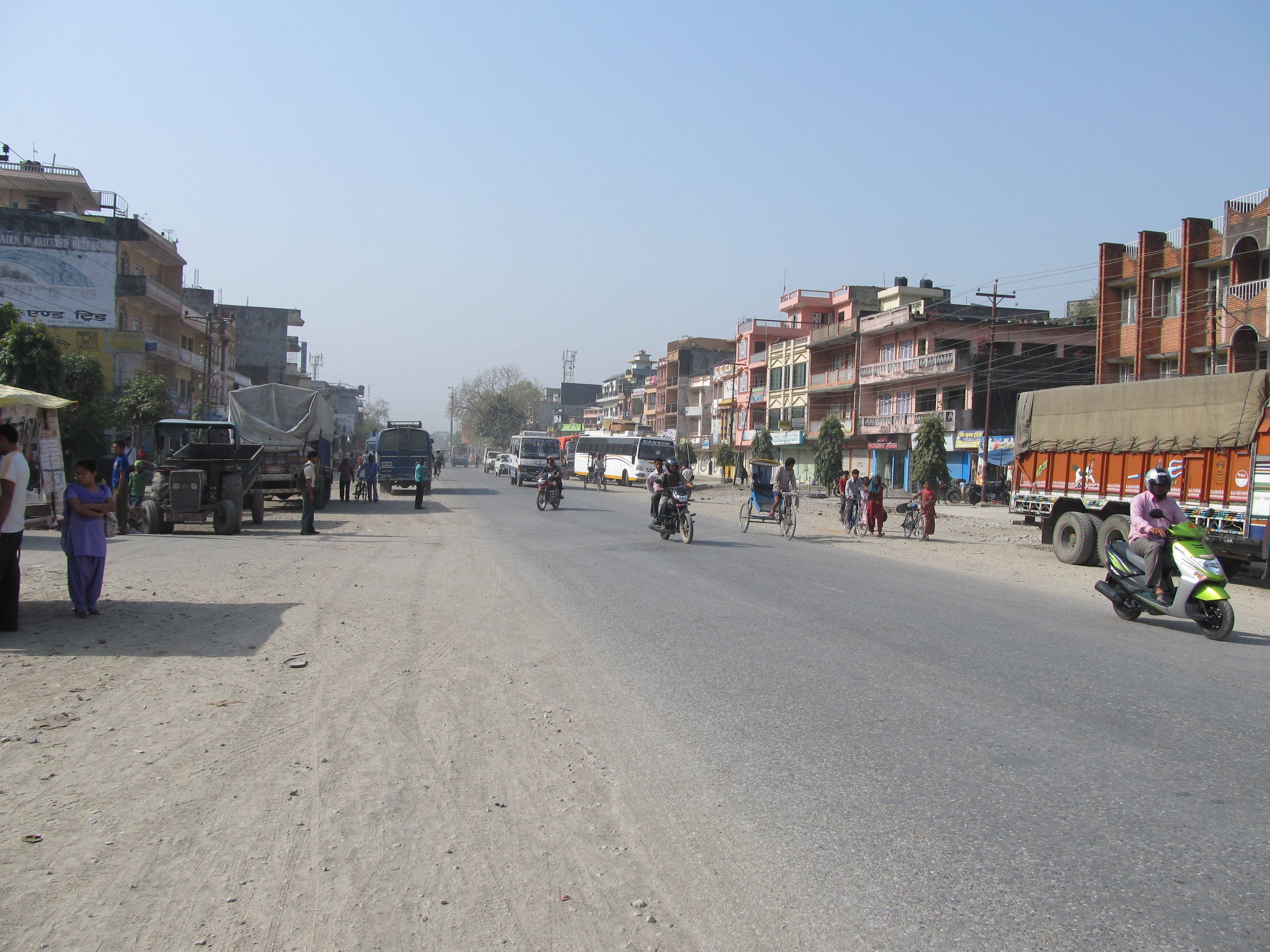
Đường cao tốc Mahendra đoạn qua Butwal, Nepal

- Quốc lộ 27: Fulbari — Siliguri
- Quốc lộ 327: Siliguri — Panitanki
- Quốc lộ 327B: Panitanki — Cầu Mechi

### Nepal
- Đường cao tốc Mahendra: Cầu Mechi — Kakarbhitta — Pathlaiya — Hetauda — Narayangarh — Butwal — Kohalpur — Mahendranagar — Sông Mahakali

### Ấn Độ (Bắc)

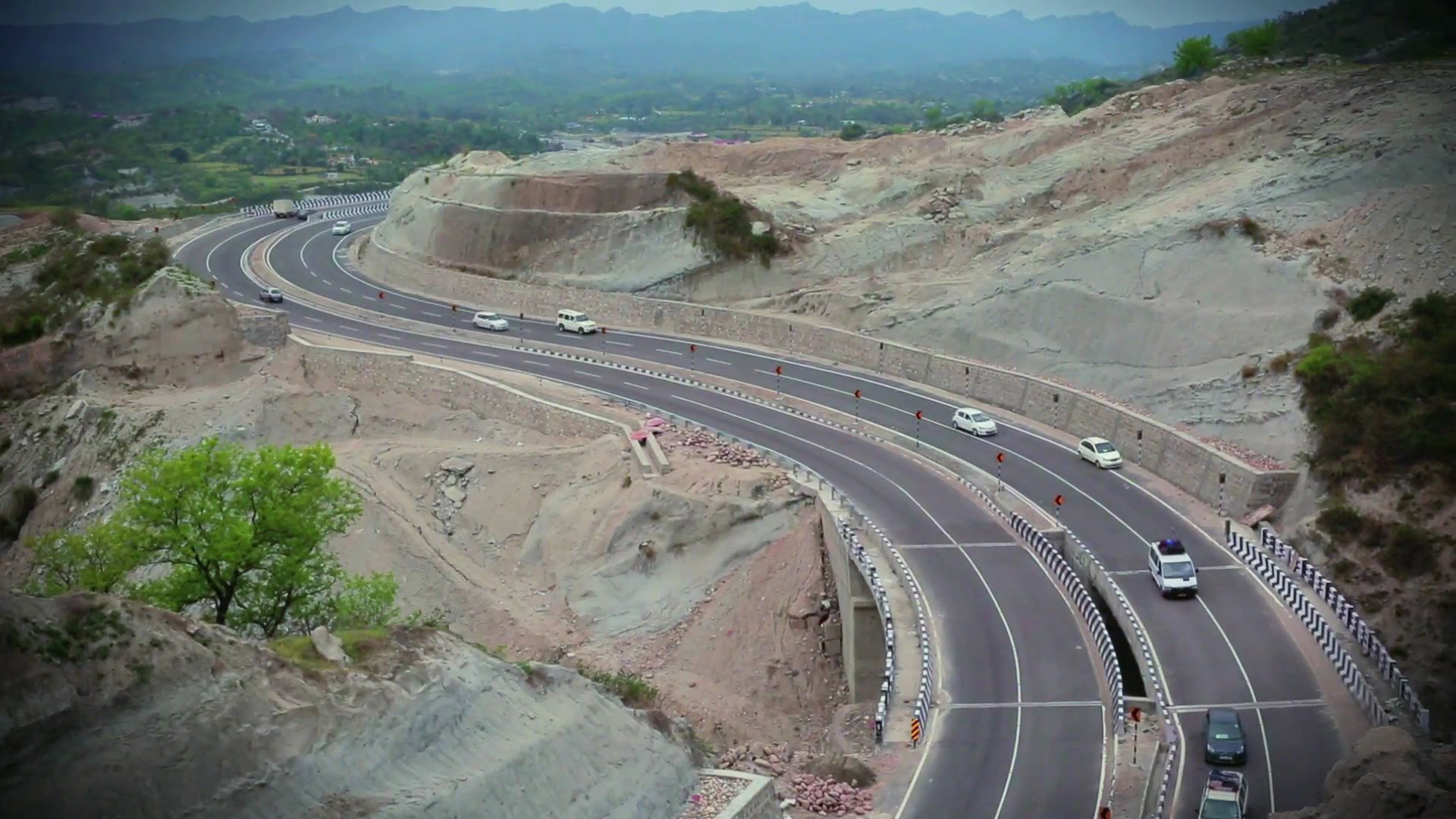
Quốc lộ 44 đoạn Jammu và Kashmir, Ấn Độ

- Sông Mahakali — Banbasa — Khatima
- Quốc lộ 9: Khatima — Sitarganj — Rudrapur — Rampur — Muradabad — Amroha (Gajraula) — Hapur — Delhi
- Quốc lộ 44: Delhi — Sonipat- Kurukshetra — Ambala — Jalandhar
- Quốc lộ 3: Jalandhar — Ludhiana — Phagwara — Amritsar — Attari

### Pakistan
- Wagah — Lahore
- Quốc lộ 5
- Quốc lộ 65
- Quốc lộ 40

### Iran
- Đường 84: Mirjaveh — Zahedan — Kerman — Anar
- Đường 71:Anar — Kashan — Qom
- Đường 56:Qom — Salafchegan
- Đường cao tốc số 5:Salafchegan — Saveh
- Đường cao tốc số 6: Saveh — Hamadan
- Đường 48: Hamadan — Kermanshah — Khosravi